# 石川佳奈
石川 佳奈（いしかわ かな、1985年4月4日 - ）は、日本のグラビアアイドル。
愛知県出身。フロムミュージック所属。
現在は主にブライダルモデルとして活躍中。

## 略歴
特技はクラシックバレエ。

### 所属事務所
- ケーアイズ（2000年 - 2003年）
- ボックスコーポレーション（2003年 - 2008年）
- フロムミュージック（2009年 - ）

## 主な出演作品

### テレビドラマ
- 「グランドレス サスピション 1、2」（2001年、テレビ東京&SKYPerfecTV）
- 「LAST ALIVE」（2001年、テレビ東京）
- 「D-girls」（2001年、テレビ東京）
- 深夜の星「彼女がAV女優になった理由」（2001年、TBS）
- 「Teacups」（2001年、テレビ東京）
- 「Stand Up!!」第2話&第3話（2003年、TBS）
- P&Gパンテーンドラマスペシャル「冬空に月は輝く」（2004年、フジテレビ）
- 「ウルトラQ dark fantasy」第11話（2004年、テレビ東京）
- ココリコミラクルタイプ ドラマSP「教える女」（2006年、フジテレビ）
- 「シリーズ恋物語 漱石 百年愛のミステリー 温泉合宿で三角関係の謎を解く」（2007年、BShi）

### 映画
- 少女惨殺 Swans Song（2002年）
- DEVILMAN（2004年）
- 集団殺人クラブ GROWING（2004年）
- TKO HIPHOP（2005年）

### DVD
- South Wind（2000年11月25日）
- Melody（2001年9月25日）
- jewel（2007年2月23日）
- Romance（2007年5月25日）

- TERRORS 黒い影（2001年1月25日）
- ジャック ガイスト 第2話（2001年2月25日）
- フレッシュタレント名鑑2001（2001年8月10日）
- 平井理央&石川佳奈 in Teacups 湘南初恋物語 - 親友 -（2002年8月21日）
- 平井理央&吉岡美穂 in Teacups 湘南初恋物語 - 旅立ち -（2002年8月21日）
- テック&サーチ リミテッド（2004年4月）
- 幽霊より怖い話 vol.3（2005年11月16日）

### テレビCM
- ワンダースワン用ソフト「リング インフィニティ」（2000年）
- PlayStation 2用ソフト「シャドウ ハーツ」（2001年、アルゼ）
- au携帯電話「G'zOne C452CA」（2001年、カシオ計算機）
- サークルKサンクス（2001年）
- ミニストップ（2004年）
- 「ジョッキ生」（2006年、サントリー）
- 無料オンラインゲーム「ダンシング パラダイス」（2007年、ネクソンジャパン）

### 舞台
- 芸術見本市2003参加作品 PROPAGANDA STAGE「birth」（2003年12月3日-6日、東京芸術劇場小ホール1）ヒカリ役

### ゲーム
- ワンダースワン用ソフト「TERRORS 2」（2000年）
- iモード用コンテンツ「アイドラマ」（2000年）
- ワンダースワン用ソフト「LAST ALIVE」（2001年）
- 別冊JUNON ゲームDVDフォトブック TVドラマ「Teacups」（2002年）
- ゲームDVD「Swans Song」（2002年）

## 書籍

### 写真集
- kana（2001年5月、ワニブックス、撮影：木村 晴）ISBN 978-4-847-02660-7
- jewel（2007年1月、彩文館出版、撮影：斉木弘吉）ISBN 978-4-775-60177-8